# Сумеречный образ жизни животных
Сумеречные животные — животные, которые активны в основном в период сумерек (во время от захода солнца до наступления полной темноты вечером и с начала рассвета до восхода солнца утром). Это отличается от дневного и ночного поведения, когда животное активно в дневное и темное время суток соответственно. Некоторые сумеречные животные также могут быть активны при лунном свете или в пасмурный день. Утренние животные активны только перед восходом солнца, а вечерние — только после заката солнца.
На время активности животного влияет ряд факторов. Хищники охотятся, когда их добыча доступна, и добыча старается избегать тех моментов, когда их основные хищники находятся на охоте. Температура в полдень может быть слишком высокой, а ночью — слишком низкой. Некоторые существа могут корректировать свою деятельность в зависимости от местной конкуренции.
Сумеречное поведение отличается от дневного и ночного поведения, пик которых приходится на дневное и темное время суток. Однако это различие не является абсолютным, потому что сумеречные животные также могут быть активны в яркую лунную ночь или в пасмурный день. Некоторые животные, которых небрежно называют ночными, на самом деле являются сумеречными.
К особым классам сумеречного поведения относятся утренний (животные, активные только на рассвете) и вечерний (только в сумерках). Говорят, что те, кто активен в течение обоих периодов времени, имеют бимодальный характер активности.

## Адаптивная релевантность
Считается, что различные модели деятельности в основном являются адаптациями против хищников, хотя некоторые из них с таким же успехом могут быть адаптациями хищников. Многие хищники наиболее интенсивно питаются ночью, в то время как другие активны в полдень и лучше всего видят на ярком солнце. Таким образом, привычка к сумеркам может как снизить давление хищников, тем самым увеличивая популяции сумеречных, так и, как следствие, предоставить лучшие возможности для добычи пищи хищникам, которые все больше сосредотачивают свое внимание на сумеречной добыче, пока не будет достигнут новый баланс. Такие изменяющиеся состояния равновесия часто встречаются в экологии.
Некоторые хищные виды приспосабливают свои привычки в ответ на конкуренцию со стороны других хищников. Например, подвид болотной совы, обитающий на Галапагосских островах, обычно активен в течение дня, но на таких островах, как Санта-Крус, где обитает галапагосский канюк, сова перешла на сумеречный образ жизни.
Помимо отношения к хищникам, сумеречная активность в жарких регионах также может быть наиболее эффективным способом избежать теплового стресса при одновременном использовании доступного света.

## Возникновение сумеречного поведения
Многие известные виды млекопитающих являются сумеречными, включая некоторых летучих мышей, хомяков, домашних кошек, бродячих собак, кроликов, хорьков и крыс. К другим сумеречным млекопитающим относятся ягуары, оцелоты, рыси, сервалы, некоторые виды приматов, малые панды, медведи, олени, лоси, ситатунги, капибары, шиншиллы, обыкновенные мыши, скунсы, белки, лисы, вомбаты, валлаби, пятнистые сумчатые куницы, поссумы и сумчатые летяги, тенреки и пятнистые гиены.
Змеи и ящерицы, особенно обитающие в пустынных условиях, могут быть сумеречными.
К сумеречным птицам относятся виргинский сумеречный козодой, сипуха, совиные козодои, дымчатый иглохвост, американский вальдшнеп, погоныш и белогрудый погоныш.
Многие мотыльки, жуки, мухи и другие насекомые являются сумеречными и вечерними.